# Campeonato mundial B de hockey patines masculino de 2002
El X Campeonato mundial B de hockey sobre patines masculino se celebró en Uruguay en 2002, con la participación de diez Selecciones nacionales masculinas de hockey patines: dos de las tres últimas clasificadas en el Campeonato mundial A de hockey patines masculino de 2001 (sólo descendieron dos porque ampliaron de quince a dieciséis participantes) más otras ocho por libre inscripción. Todos los partidos se disputaron en la ciudad de Montevideo.
Los tres primeros clasificados ascendieron al Campeonato mundial A de hockey patines masculino de 2003.

## Equipos participantes
De las 10 selecciones nacionales participantes del torneo, 3 son de Europa, 2 de América, 2 de Asia, 1 de África y 2 de Oceanía.
| Andorra       |
| Australia     |
| Austria       |
| Colombia      |
| Corea del Sur |
| Inglaterra    |
| Macao         |
| Nueva Zelanda |
| Sudáfrica     |
| Uruguay       |

## Primera Fase

### Grupo A
| Equipo     | Pts | PJ | PG | PE | PP | GF | GC | DG |
| ---------- | --- | -- | -- | -- | -- | -- | -- | -- |
| Inglaterra | 4   | 2  | 2  | 0  | 0  | 8  | 0  | +8 |
| Austria    | 1   | 2  | 0  | 1  | 1  | 3  | 5  | -2 |
| Macao      | 1   | 2  | 0  | 1  | 1  | 3  | 9  | -6 |

|            | Bandera de Inglaterra | Bandera de Austria | Bandera de Macao |
| ---------- | --------------------- | ------------------ | ---------------- |
| Inglaterra |                       |                    |                  |
| Austria    | 0-2                   |                    |                  |
| Macao      | 0-6                   | 3-3                |                  |

### Grupo B
| Equipo        | Pts | PJ | PG | PE | PP | GF | GC | DG  |
| ------------- | --- | -- | -- | -- | -- | -- | -- | --- |
| Uruguay       | 4   | 2  | 2  | 0  | 0  | 14 | 4  | +10 |
| Nueva Zelanda | 2   | 2  | 1  | 0  | 1  | 7  | 10 | -3  |
| Australia     | 0   | 2  | 0  | 0  | 2  | 6  | 13 | -7  |

|               | Bandera de Nueva Zelanda | Bandera de Australia | Bandera de Uruguay |
| ------------- | ------------------------ | -------------------- | ------------------ |
| Nueva Zelanda |                          |                      |                    |
| Australia     | 4-5                      |                      |                    |
| Uruguay       | 6-2                      | 8-2                  |                    |

### Grupo C
| Equipo        | Pts | PJ | PG | PE | PP | GF | GC | DG  |
| ------------- | --- | -- | -- | -- | -- | -- | -- | --- |
| Colombia      | 6   | 3  | 3  | 0  | 0  | 20 | 0  | +20 |
| Andorra       | 4   | 3  | 2  | 0  | 1  | 26 | 6  | +20 |
| Sudáfrica     | 2   | 3  | 1  | 0  | 2  | 13 | 7  | +6  |
| Corea del Sur | 0   | 3  | 0  | 0  | 3  | 2  | 48 | -46 |

|               | Bandera de Sudáfrica | Bandera de Andorra | Bandera de Corea del Sur | Bandera de Colombia |
| ------------- | -------------------- | ------------------ | ------------------------ | ------------------- |
| Sudáfrica     |                      |                    |                          |                     |
| Andorra       | 4-1                  |                    |                          |                     |
| Corea del Sur | 0-12                 | 2-22               |                          |                     |
| Colombia      | 3-0                  | 3-0                | 14-0                     |                     |

## Segunda Fase
Los primeros y segundos de cada grupo de la primera fase se clasificaron para los cuartos de final junto a los dos mejores terceros de cada grupo. El peor tercero (Australia) y el cuarto lucharon a doble partido para no ser el colista.
1. ↑  En el grupo C no se tuvieron en cuenta los resultados con el colista, por lo que fueron: Macao (1 punto y diferencia de goles (-6)) y Sudáfrica (0 puntos y (-6)), ya que Australia sólo tenía 0 puntos y diferencia de goles (-7)

### Puesto 9º-10º
| Posición | Partido   | Partido | Partido       | Resultado |
| -------- | --------- | ------- | ------------- | --------- |
| 9º - 10º | Australia | -       | Corea del Sur | 5-3       |
| 9º - 10º | Australia | -       | Corea del Sur | 10-3      |

### Fase Final
|  | Cuartos de final | Cuartos de final |          |             | Semifinales            | Semifinales            |  |  | Final | Final |
|  |                  |                  |          |             |                        |                        |  |  |       |       |
|  |                  |                  |          |             |                        |                        |  |  |       |       |
|  |                  |                  |          |             |                        |                        |  |  |       |       |
|  | Colombia         | 11               |          |             |                        |                        |  |  |       |       |
|  | Colombia         | 11               |          |             |                        |                        |  |  |       |       |
|  | Nueva Zelanda    | 0                |          |             |                        |                        |  |  |       |       |
|  | Nueva Zelanda    | 0                | Colombia | 2 (4)(t.e.) |                        |                        |  |  |       |       |
|  |                  |                  | Colombia | 2 (4)(t.e.) |                        |                        |  |  |       |       |
|  |                  | Inglaterra       | 2 (2)    |             |                        |                        |  |  |       |       |
|  | Inglaterra       | Inglaterra       | 2 (2)    | 11          |                        |                        |  |  |       |       |
|  | Inglaterra       |                  |          | 11          |                        |                        |  |  |       |       |
|  | Macao            | 0                |          |             |                        |                        |  |  |       |       |
|  | Macao            | 0                | Colombia | 4           |                        |                        |  |  |       |       |
|  |                  |                  | Colombia | 4           |                        |                        |  |  |       |       |
|  |                  | Andorra          | 5        |             |                        |                        |  |  |       |       |
|  | Andorra          | Andorra          | 5        | 2           |                        |                        |  |  |       |       |
|  | Andorra          |                  |          | 2           |                        |                        |  |  |       |       |
|  | Austria          | 1                |          |             |                        |                        |  |  |       |       |
|  | Austria          | 1                | Andorra  | 2 (4)(t.e.) | Tercer y cuarto puesto | Tercer y cuarto puesto |  |  |       |       |
|  |                  |                  | Andorra  | 2 (4)(t.e.) | Tercer y cuarto puesto | Tercer y cuarto puesto |  |  |       |       |
|  |                  | Uruguay          | 2 (2)    |             |                        |                        |  |  |       |       |
|  | Uruguay          | Uruguay          | 2 (2)    | 3           | Inglaterra             | 3                      |  |  |       |       |
|  | Uruguay          |                  |          | 3           | Inglaterra             | 3                      |  |  |       |       |
|  | Sudáfrica        | 2                |          | Uruguay     | 1                      |                        |  |  |       |       |
|  | Sudáfrica        | 2                |          |             | 1                      |                        |  |  |       |       |
|  |                  |                  |          |             |                        |                        |  |  |       |       |
|  |                  |                  |          |             |                        |                        |  |  |       |       |

|  | Eliminatoria del 5º al 8º | Eliminatoria del 5º al 8º |   |               | 5º y 6º   | 5º y 6º |  |
|  |                           |                           |   |               |           |         |  |
|  |                           |                           |   |               |           |         |  |
|  |                           |                           |   |               |           |         |  |
|  | Nueva Zelanda             | 4                         |   |               |           |         |  |
|  | Macao                     | 10                        |   |               |           |         |  |
|  |                           |                           |   |               |           |         |  |
|  |                           |                           |   |               |           |         |  |
|  |                           |                           |   |               | Macao     | 1       |  |
|  |                           | Austria                   | 4 |               |           |         |  |
|  |                           |                           |   |               |           |         |  |
|  |                           |                           |   |               |           |         |  |
|  |                           |                           |   |               | 7º y 8º   |         |  |
|  |                           |                           |   |               |           |         |  |
|  | Austria                   | 10                        |   | Nueva Zelanda | 6         |         |  |
|  | Sudáfrica                 | 0                         |   |               | Sudáfrica | 4       |  |

## Clasificación final
| 1. Andorra        |
| 2. Colombia       |
| 3. Inglaterra     |
| 4. Uruguay        |
| 5. Austria        |
| 6. Macao          |
| 7. Nueva Zelanda  |
| 8. Sudáfrica      |
| 9. Australia      |
| 10. Corea del Sur |